# Sari Maritza
Sari Maritza, eigentlich Dora Patricia Detring-Nathan (* 17. März 1910 in Tianjin, China; † 1. Juli 1987 auf den Amerikanischen Jungferninseln), war eine britische Filmschauspielerin der frühen 1930er Jahre.

## Leben
Sari Maritza wurde als Tochter des Majors der Britischen Armee Walter Simeon Nathan und einer österreichischen Adeligen aus Wien in China geboren.
Ihren Künstlernamen entlehnte sie aus zwei bekannten Operetten von Emmerich Kálmán, Der Zigeunerprimas, welche im englischsprachigen Raum auch unter dem Titel Sari bekannt ist, und Gräfin Mariza.
Zu der ursprünglich avisierten Bühnenlaufbahn kam es nicht, da Maritza auf Grund ihrer akzentfreien Aussprache sofort im aufkommenden Tonfilm Fuß fassen konnte.
Sie feierte ihr Leinwanddebüt 1930 und war in mehreren britischen Low-Budget-Produktionen zu sehen, die finanziell recht erfolgreich waren.
Im Jahr darauf besetzte sie die UFA in der englischen Sprachversion von Bomben auf Monte Carlo an der Seite von Hans Albers.
1932 ging sie nach Hollywood, wo Paramount sie mit großem Aufwand als neue geheimnisvolle Europäerin nach Marlene Dietrich zum Star aufzubauen versuchte. Trotz ihrer österreichischen Mutter blieb ihr Auftreten durch und durch angelsächsisch geprägt und es gelang ihr nicht, sich als Filmstar zu etablieren. Nach vier Filmen bei Paramount und einem weiteren bei RKO war sie nur noch in zwei B-Filmen zu sehen, um dann bereits 1934 ihre Filmkarriere zu Gunsten ihrer Ehe mit dem MGM-Produzenten Sam Katz endgültig aufzugeben.
Nach ihrer Heirat zog sich Maritza vollkommen in ihr Privatleben zurück.
Sari Maritza starb 1987 im Alter von 77 Jahren auf den Amerikanischen Jungferninseln.

## Filmografie
- 1930: Greek Street
- 1930: Bed and Breakfast
- 1931: No Lady
- 1931: The Water Gipsies
- 1931: Monte Carlo Madness
- 1932: Forgotten Commandments
- 1932: Evenings for Sale
- 1933: A Lady’s Profession
- 1933: International House
- 1933: The Right to Romance
- 1933: Her Secret
- 1934: Crimson Romance